# Philus costatus
Philus costatus es una especie de escarabajo longicornio del género Philus, tribu, Philini, orden, Coleoptera. Fue descrita por Gahan en 1893.

## Descripción
Mide 15-25 mm de longitud.

## Distribución
Se distribuye por Laos y Tailandia.